# Volando bajo
Volando bajo és una pel·lícula mexicana de comèdia del 2014 escrita i dirigida per Beto Gómez.

## Argument
Chuyin Venegas i Cornelio Barraza van ser les principals estrelles de la música i el cinema popular dels anys 80 i 90. Després de dècades d'èxit com a "Los Jilgueros de Rosarito", van seguir el seu camí per separat; però la seva història estava lluny d’acabar.

## Repartiment
- Gerardo Taracena - Chuyin Venegas
- Ludwika Paleta - Toribia Venegas
- Sandra Echeverría - Sara Medrano
- Ana Brenda Contreras - Mariana Arredondo
- Rodrigo Oviedo - Cornelio Barraza
- Rafael Inclán - Lucho Venegas Reyes
- Randy Vasquez - Lorenzo Scarfioti
- Livia Brito - Ana Bertha Miranda
- María Elisa Camargo - Natalie Johnson
- Isabella Camil - Ingrid Larsson
- Altair Jarabo - Abigail Restrepo-Mares
- Ingrid Martz - Eva Inés Casanova
- Javier López - Bruno Sánchez Félix
- Dan Rovzar - Gaston Silvestre
- Malillany Marín - Estrellita Martinez
- Nora Parra - Sor Maria
- Johanna Murillo - Debbie Parker
- Amanda Rosa - Wanda Dos Santos
- Roberto Espejo - Lissandro Beltrani
- Wendy Braga - Yolanda Del Mar
- Pascual Reyes
- Felipe Garcia Naranjo - Tony
- Genia Santini - TV show host
- Lorenza Aldrete - Muñeca Perez Robles
- Héctor Gutiérrez - Cornelio Niño
- Brian Hatch - Priest
- Jacinto Marina - Fefugio Miranda

## Nominacions
A les 44a edició de les Diosas de Plata fou nominada a la millor coactuació femenina (Ludwika Paleta), al millor actor de quadre masculí (Rafael Inclán), a la millor actriu de quadre femenina (Ana Brenda Contreras) a la millor fotografia i a la millor cançó.